# Phòng ngủ

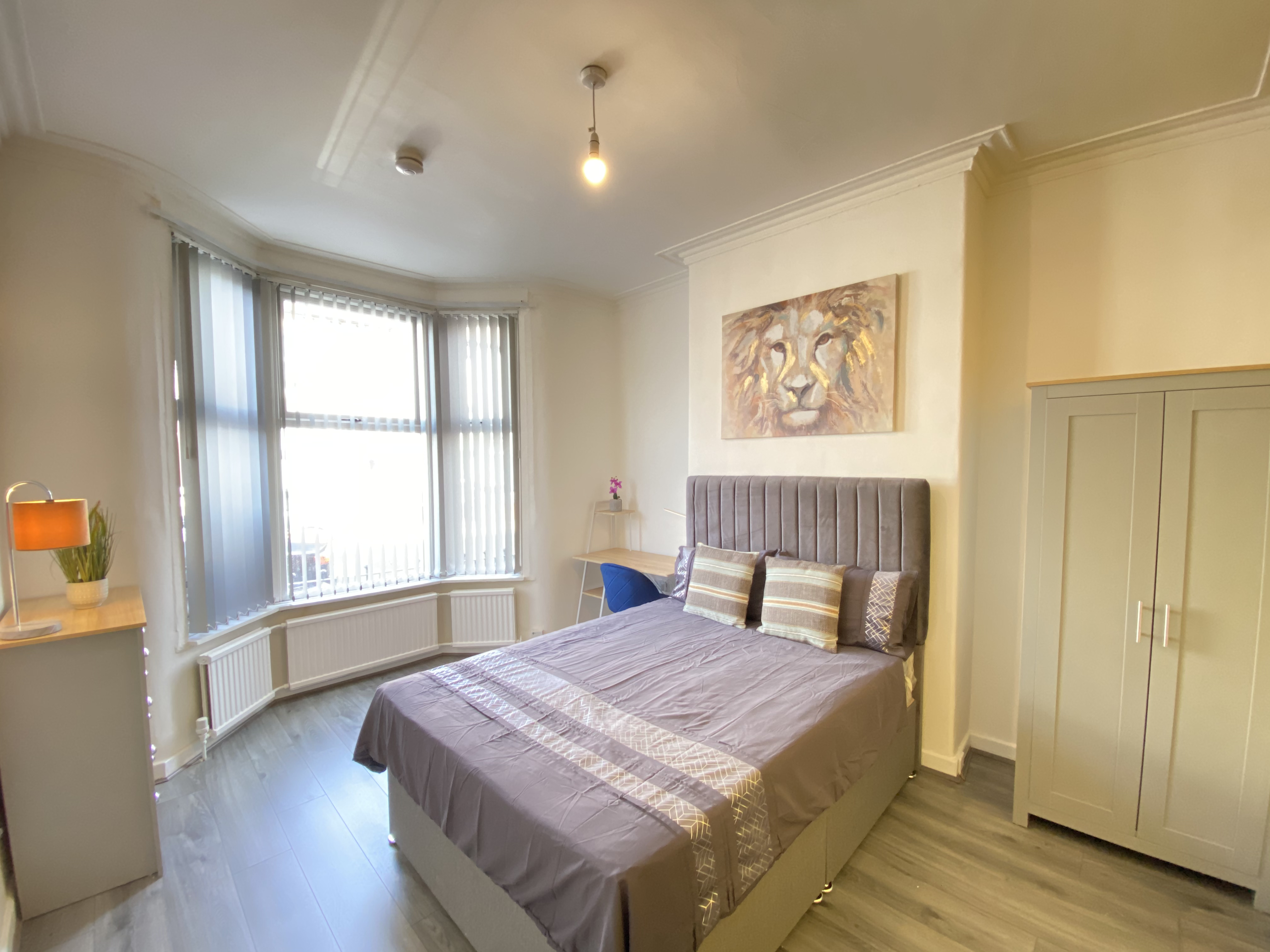
Phòng ngủ hiện đại

Phòng ngủ là một căn phòng riêng được thiết kế, bố trí để làm nơi mọi người đi ngủ vào ban đêm hoặc nghỉ ngơi, thư giãn trong ngày. Phòng ngủ là một trong những căn phòng giữ vị trí quan trọng trong ngôi nhà với chức năng thư giãn, nghỉ ngơi, để lấy lại sức khỏe sau cả ngày làm việc căng thẳng hoặc khi cần không gian yên tĩnh.

## Phòng ngủ hiện đại
Nhiều ngôi nhà ở Bắc Mỹ, Úc và châu Âu có ít nhất hai phòng ngủ thường là một phòng ngủ dành riêng cho người chủ hộ gia đình, chẳng hạn như một người chồng và người vợ và một hoặc nhiều phòng ngủ cho cả trẻ em hoặc khách đến chơi có nhu cầu nghỉ qua đêm. Trong nhiều tiểu bang, ví dụ như Alaska, phòng ngủ không phải có nhiều phòng và thay vào đó phải đáp ứng các yêu cầu kích thước tối thiểu của phòng để có không gian riêng.
Trong các tòa nhà với hệ thống phòng khép kín (ví dụ như căn hộ, chung cư, khách sạn, nhà nghỉ....), diện tích của phòng ngủ khác nhau, một số căn nhà được bố trí phòng ngủ cố định nhưng cũng có nơi bố trí phòng ngủ theo kiểu tận dụng, lưu động. Đôi khi, một phòng ngủ được kết nối đến một phòng tắm chuyên dụng.

## Nội thất

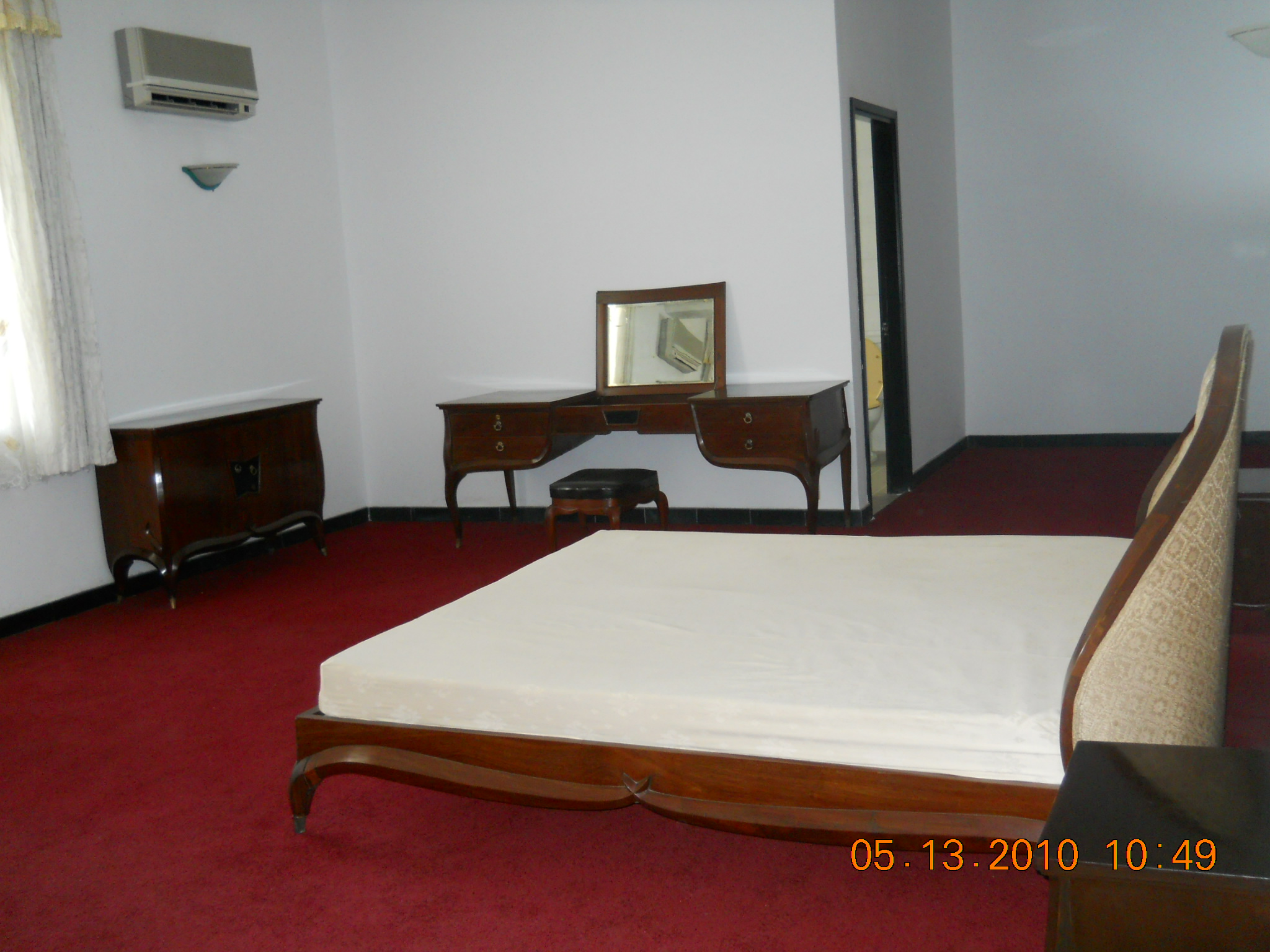
Khu vực phòng ngủ tại Dinh Độc Lập

Nội thất là yếu tố rất quan trọng trong phòng ngủ để tạo không gian riêng, yên tĩnh, cá tính...Đồ nội thất và các mặt hàng khác trong phòng ngủ là khác nhau, tùy thuộc vào thẩm mỹ và truyền thống địa phương. Ví dụ, một phòng ngủ có thể bao gồm một chiếc giường có kích thước lớn giường xếp, giường tầng... một hoặc nhiều mấy cái tủ hoặc một giường, một hoặc nhiều tủ quần áo và thảm....
Một số phòng ngủ cũng bao gồm các vật dung như một bàn trang điểm, ti vi, máy tính cá nhân và các đồ dùng cá nhân khác như điện thoại, đèn ngủ, đồng hồ báo thức.... Ngoài ra phòng ngủ của trẻ em có thể bao gồm một tủ quần áo nhỏ hoặc mấy cái tủ, hộp đồ chơi, máy chơi game, máy tính, kệ sách hoặc các đồ dùng khác.
Trong các yếu tố nội thất thì giường ngủ được coi là vật đặc trưng của phòng ngủ từ trước đến nay. Giường thường được bố trí ở phòng ngủ và được sử dụng làm nơi ngủ, nằm nghỉ ngơi hay nơi quan hệ tình dục. Trên giường thường có gối kê, gối ôm, chăn. Trên giường còn có thể có màn ngăn muỗi đối với những khu vực có muỗi và côn trùng. giường được đặt dưới mặt đất, bên trên có thể có các vật liệu tự nhiên như gỗ, rơm hay cỏ. Sau này giường được nâng lên khỏi tiếp xúc với mặt đất để tránh ẩm, bẩn và côn trùng.

## Hình ảnh

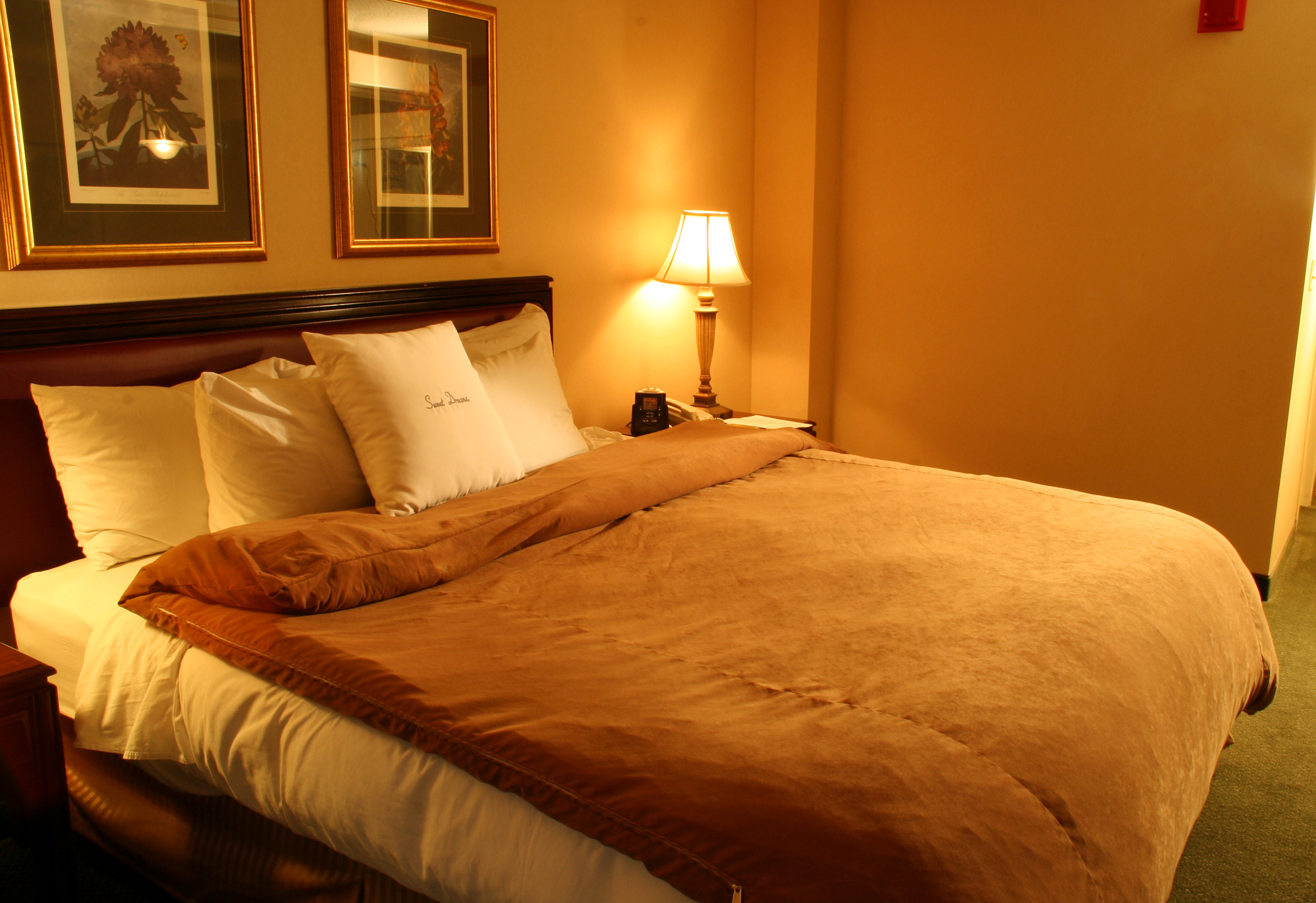
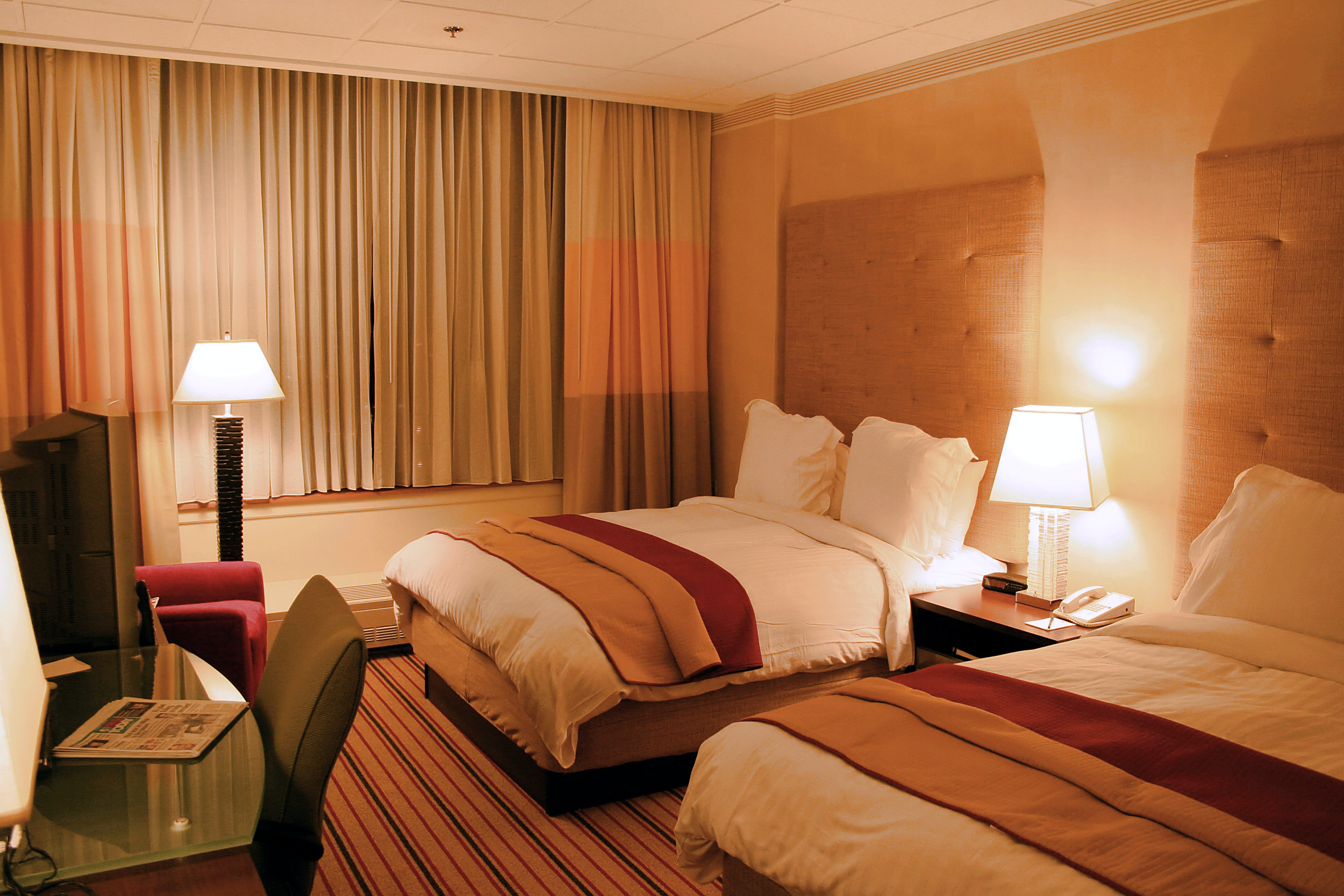
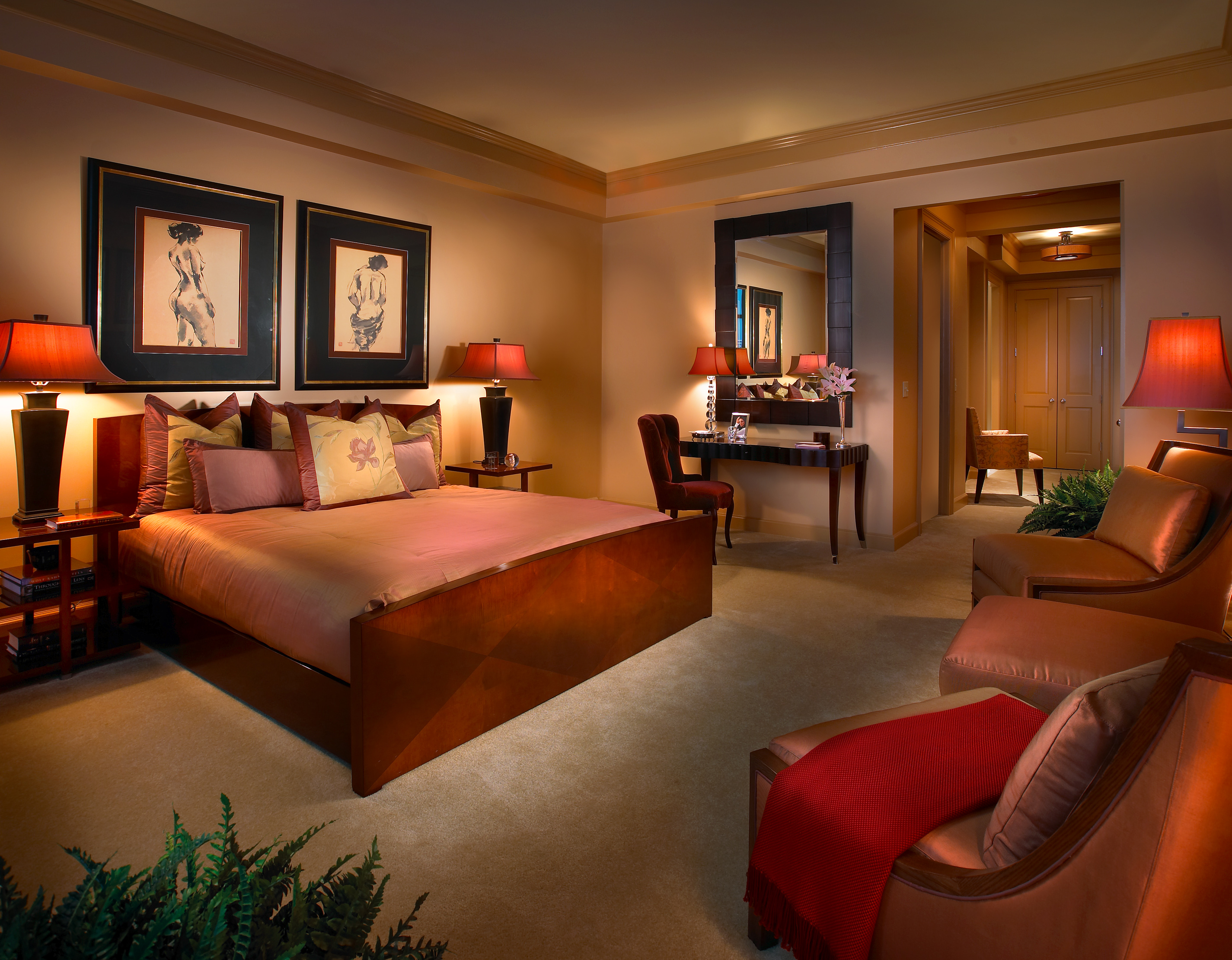
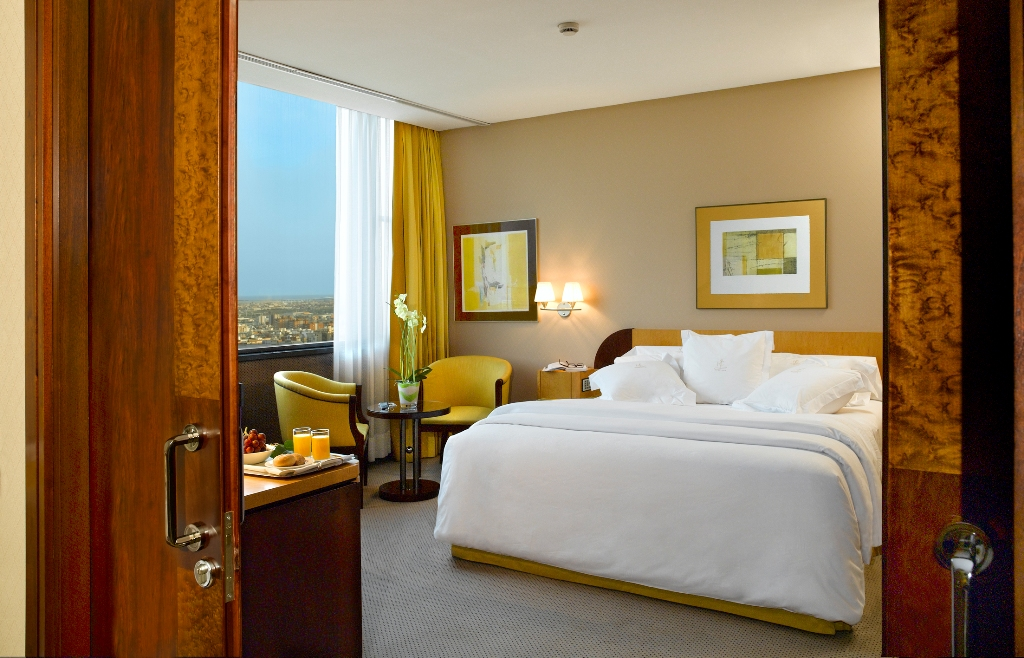
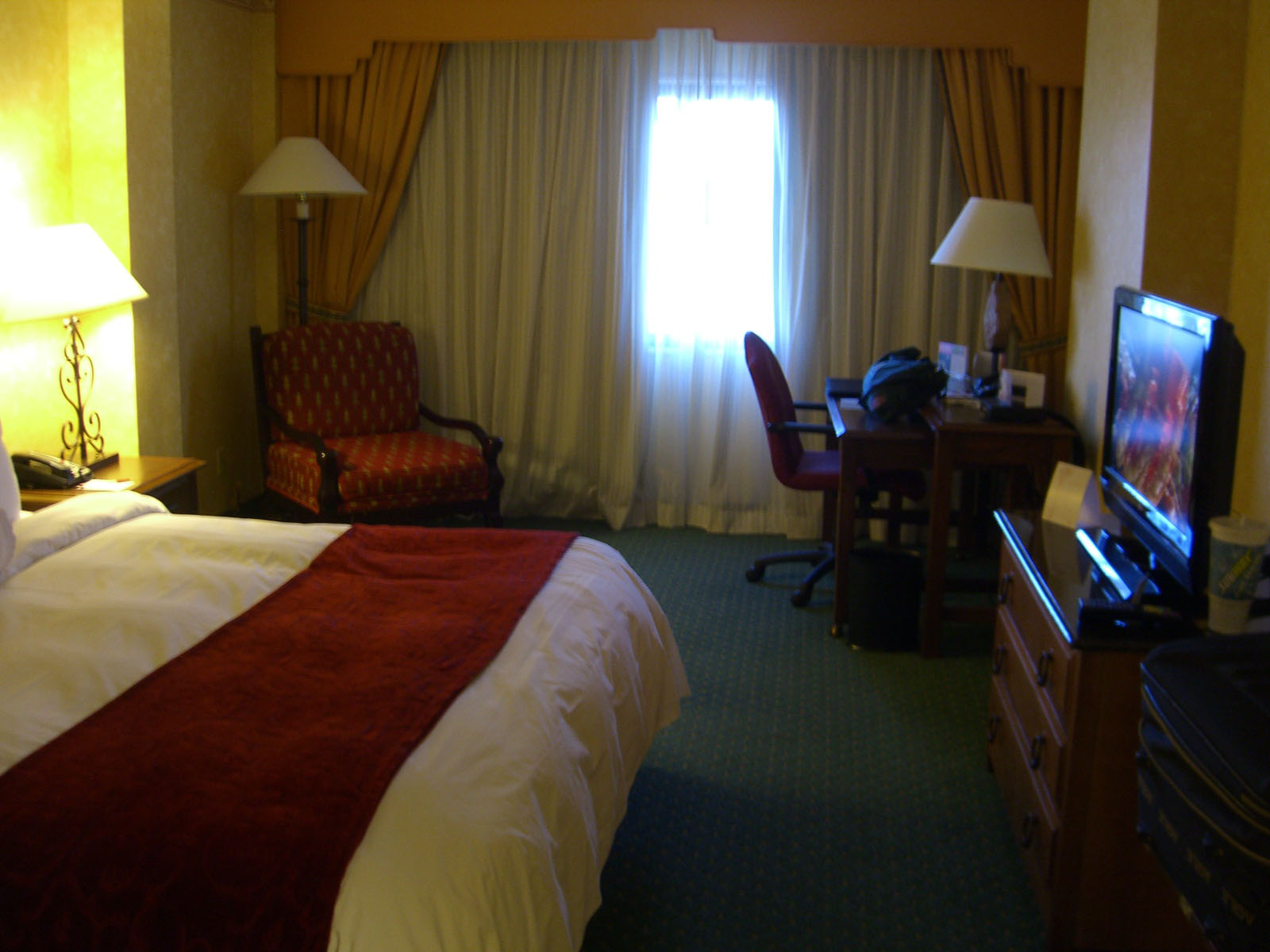
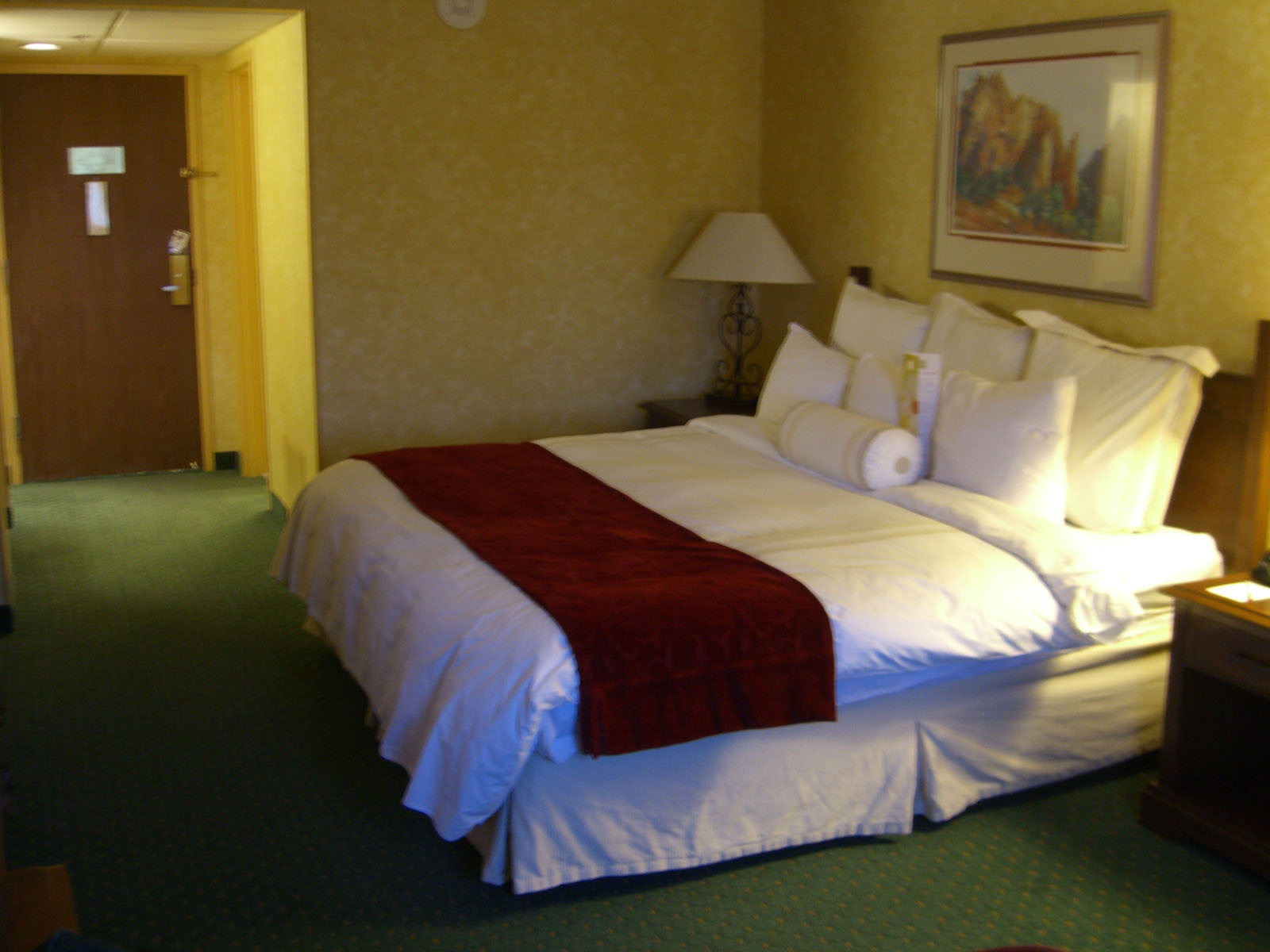
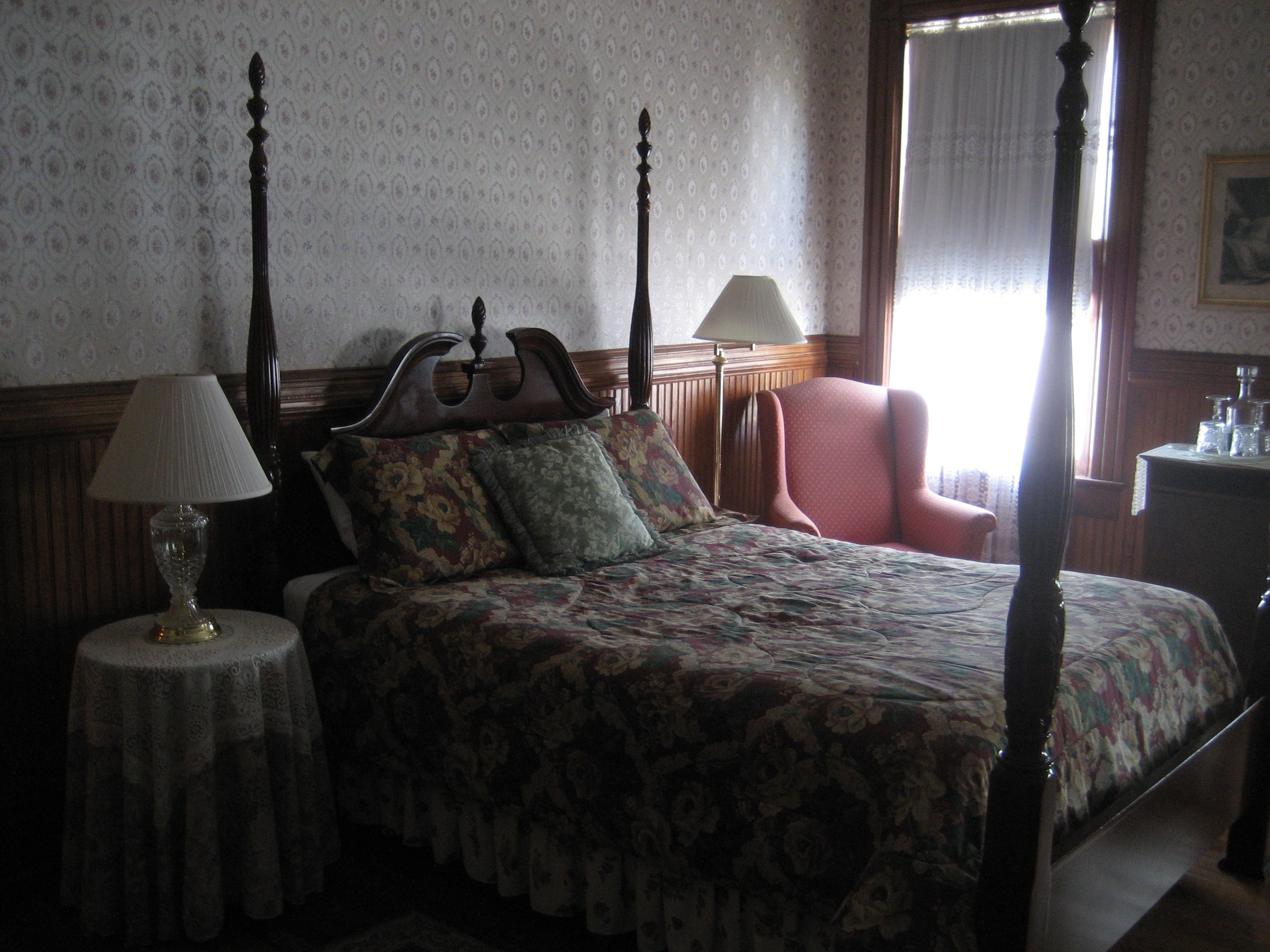
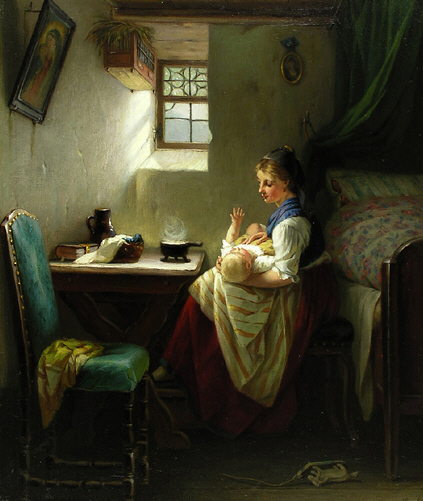
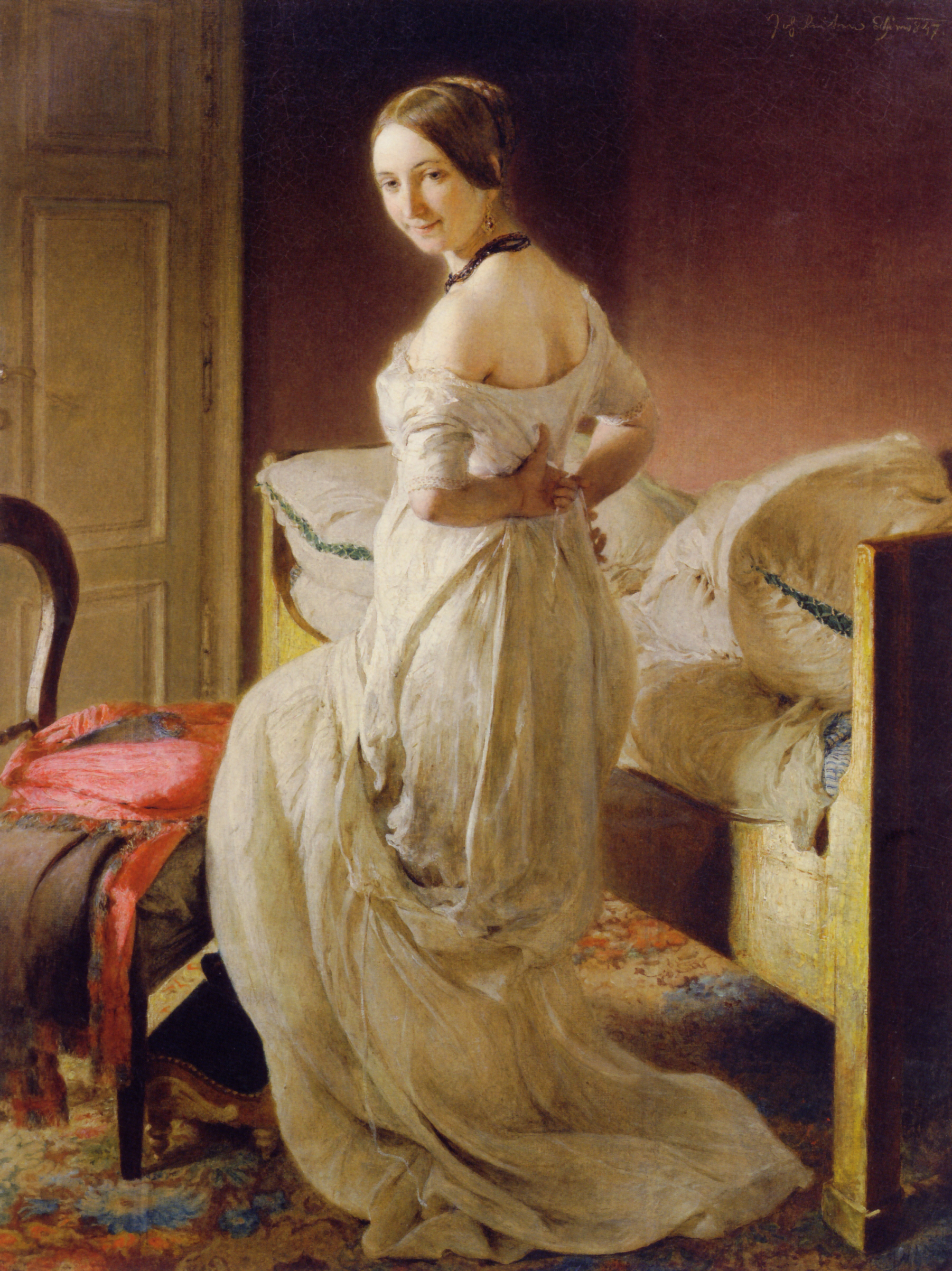
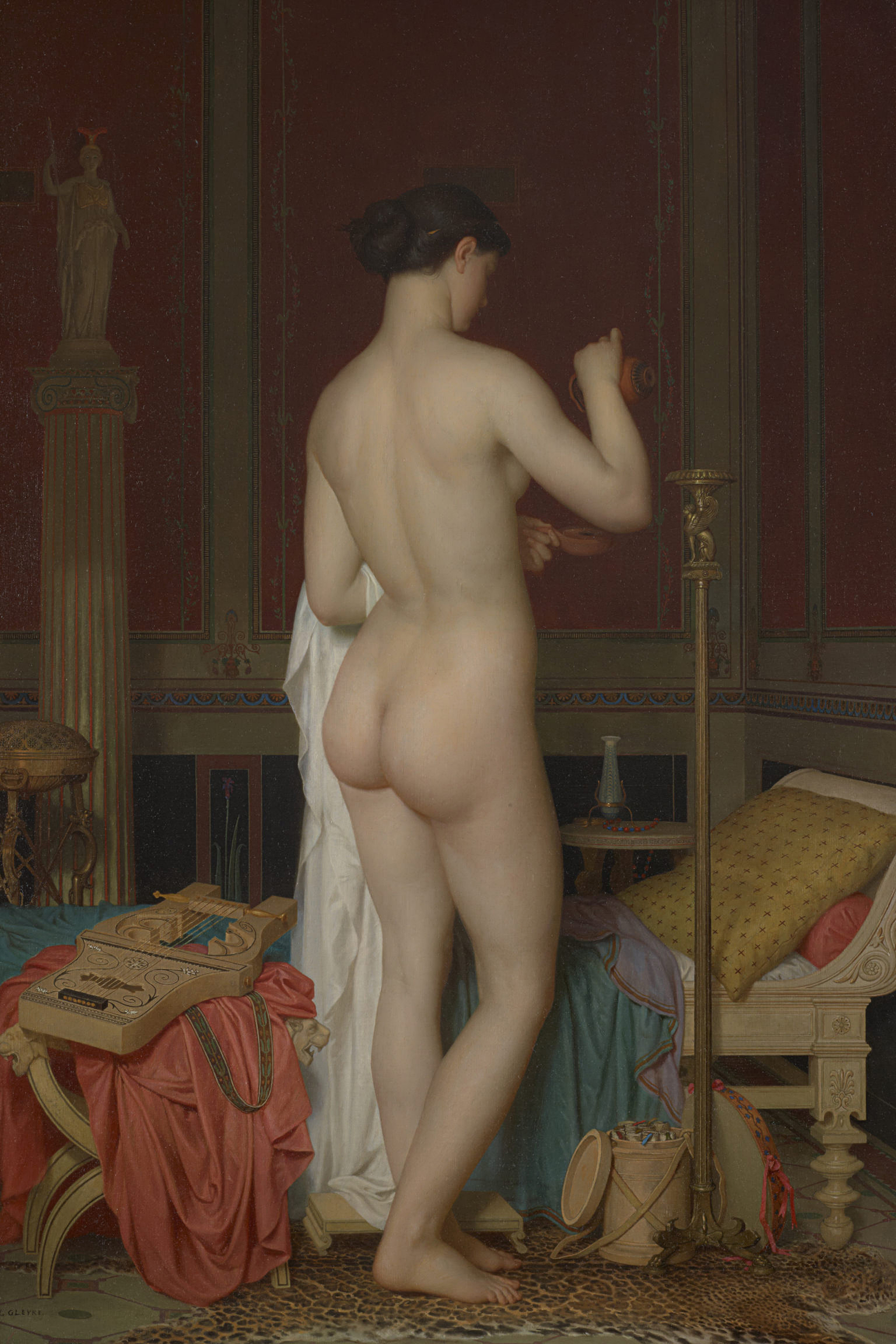
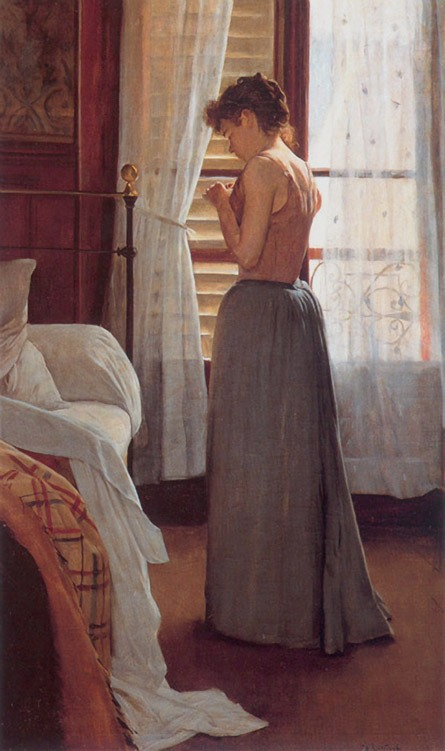
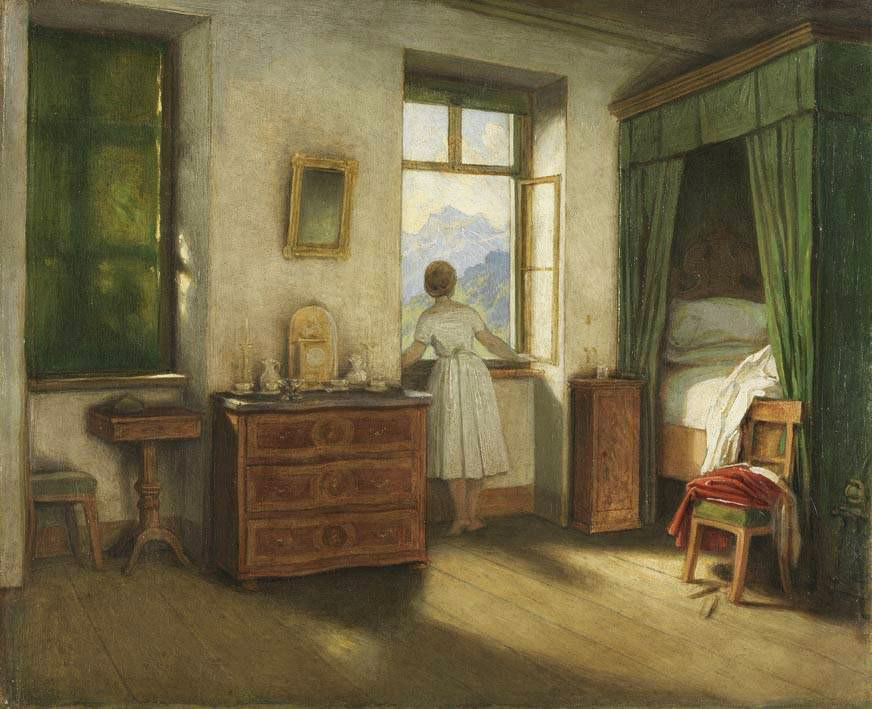